# Ludovic Feldman
Ludovic Feldman (* 7. Juni 1893 in Galați; † 11. September 1987 in Bukarest) war ein rumänischer Komponist.
Nach erster Ausbildung in seiner Heimatstadt war Feldman am Konservatorium von Bukarest von 1910 bis 1911 Schüler von Robert Klenck und Dumitru Georgescu Kiriac. Er studierte dann bis 1913 an der Akademie für Musik und darstellende Kunst bei František Ondříček. Anfang der 1940er Jahre nahm er in Budapest Lektionen in Harmonielehre, Kontrapunkt und Komposition bei Mihail Jora.
Von 1925 bis 1926 war er Konzertmeister an der Oper von Zagreb, danach bis 1940 Erster Violinist an der Opera Națională București. Daneben war er von 1926 bis 1940 Violinist, danach bis 1953 Konzertmeister des Philharmonischen Orchesters von Bukarest. Zwischen 1930 und 1940 gehörte er dem Teodorescu-Quartett in Bukarest an.
Feldman komponierte u. a. Fünf sinfonische Stücke, eine Sinfonische Ode, Sinfonische Variationen, ein Flötenkonzert, ein Konzert für zwei Streichorchester, ein Konzert für Klavier, Celesta und Schlagzeug sowie kammermusikalische Werke.
| Personendaten    | Personendaten         |
| ---------------- | --------------------- |
| NAME             | Feldman, Ludovic      |
| KURZBESCHREIBUNG | rumänischer Komponist |
| GEBURTSDATUM     | 7. Juni 1893          |
| GEBURTSORT       | Galați                |
| STERBEDATUM      | 11. September 1987    |
| STERBEORT        | Bukarest              |